# Aratinga weddellii
Il parrocchetto testascura (Aratinga weddellii Deville, 1851) è un uccello della famiglia degli Psittacidi.
Specie affine al parrocchetto della caatinga, con taglia attorno ai 28 cm, si caratterizza per il piumaggio generale verde scuro, con remiganti nero-blu e un cappuccio sul capo grigio-azzurro; becco e zampe nere, anello perioftalmico bianco e iride gialla. È diffuso nelle foreste fino ai 750 metri di Colombia, Ecuador, nord del Perù, Bolivia e Brasile (nel Mato Grosso).